# آتش‌بازی (فیلم ۲۰۰۷)
آتش‌بازی (به هندی: Athisayan) فیلمی محصول سال ۲۰۰۷ و به کارگردانی وینایان است. در این فیلم بازیگرانی همچون مستر دوداس، جکی شروف، جایاسوریا، کاویا ماداوان، راجان پی. داو، دوان ایفای نقش کرده‌اند.